# Cool (roman)
Pour les articles homonymes, voir Cool.
Cool (titre original : The Kings of Cool) est un roman policier de Don Winslow publié en 2012 aux États-Unis puis traduit en français et publié la même année.
Ce roman reprend les personnages de Savages du même auteur, mais nous plonge dans leur passé ainsi que dans celui de leurs parents. Par ailleurs, l'auteur fait intervenir Bobby Z et Frankie Machine, les principaux protagonistes de deux autres ouvrages de l'auteur (Mort et Vie de Bobby Z et L'Hiver de Frankie Machine).

## Résumé
Chon, Ben et Ophelia sont amis d'enfance. Quand Chon ramène d'Afghanistan une graine de cannabis donnant la plus excellente marijuana, Ben se lance dans son exploitation en hydroponie et, très vite, les trois amis deviennent riches. Mais les grands cartels de la drogue ne l'entendent pas de cette oreille...

## Éditions
- The Kings of Cool, Simon & Schuster, 13 juillet 2010, 336 p.  (ISBN 978-1451665321)
- Cool, Seuil, 27 septembre 2012, trad. Freddy Michalski, 380 p.  (ISBN 978-2021084207)
- Cool, Points, coll. « Thriller » no P3104, 12 septembre 2013, trad. Freddy Michalski, 401 p.  (ISBN 978-2757836088)